# San Potito (Nápoly)
A San Potito templom Nápoly történelmi központjában.

## Leírása
A templom a Nemzeti Régészeti Múzeum épületegyüttes szomszédságában áll. A 17. században épült Pietro De Martino tervei alapján a bencések számára. Felújítását 1780-ban Giovanni Battista Broggia végezte. 1808-ban I. (Bourbon) Ferenc parancsára a bencések átköltöztek a San Gregorio Armeno-templomba, helyüket a katonaság foglalta el. Ma a carabinierik egyik székhelye. A templombelsőt Luca Giordano, Andrea Vaccaro valamint Giacinto Diano művei díszítik.